# Didkivți, Bilohirea
Didkivți (în ucraineană Дідківці) este un sat în așezarea urbană Iampil din raionul Bilohirea, regiunea Hmelnîțkîi, Ucraina.

## Demografie
Componența lingvistică a localității Didkivți
     Ucraineană (98,84%)
     Alte limbi (0,92%)
Conform recensământului din 2001, majoritatea populației localității Didkivți era vorbitoare de ucraineană (98,84%), existând în minoritate și vorbitori de alte limbi.